# Wonoasri (Ngadirojo)
Wonoasri is een bestuurslaag in het regentschap Pacitan van de provincie Oost-Java, Indonesië. Wonoasri telt 2813 inwoners (volkstelling 2010).